# Wahlkreis Velletri (Camera dei deputati)
Der Wahlkreis Velletri ist ein Wahlkreis (italienisch collegio elettorale) für die Wahl der Abgeordnetenkammer.

## Von 1993 bis 2005

### Wahlkreisgebiet
Der Wahlkreis umfasste 6 Gemeinden: Albano Laziale, Ariccia, Genzano di Roma, Lanuvio, Nemi und Velletri.

### Wahlergebnisse

#### Parlamentswahl 1994

##### Direktstimmen
| Kandidaten               | Kandidaten          | Parteien                                          | Stimmen | %    |
| ------------------------ | ------------------- | ------------------------------------------------- | ------- | ---- |
|                          | Gino Settimigewählt | Progressisti                                      | 35,869  | 40,5 |
|                          | Ovidio Chiappa      | Polo del Buon Governo (FI – AN – CCD – UdC – PLD) | 34,649  | 39,1 |
|                          | Emilio Baccarini    | Patto per l’Italia                                | 11,325  | 12,8 |
|                          | Romolo Cioci        | Alleanza per i Castelli                           | 6,741   | 7,6  |
| Gesamt                   | Gesamt              | Gesamt                                            | 88,584  | 100  |
|                          |                     |                                                   |         |      |
| Ungültige Stimmen        | Ungültige Stimmen   | Ungültige Stimmen                                 | 6,665   | 7,0  |
| Wähler                   | Wähler              | Wähler                                            | 95,249  | 92,1 |
| Wahlberechtigte          | Wahlberechtigte     | Wahlberechtigte                                   | 103,454 |      |
|                          |                     |                                                   |         |      |
| Quelle: Innenministerium |                     |                                                   |         |      |

##### Listenstimmen
| Parteien                             | Parteien                            | Parteien                            | Stimmen | %    |
| ------------------------------------ | ----------------------------------- | ----------------------------------- | ------- | ---- |
|                                      | Progressisti                        | Partito Democratico della Sinistra  | 26.386  | 29,3 |
| Partito della Rifondazione Comunista | Progressisti                        | 7.042                               | 7,8     |      |
| Federazione dei Verdi                | Progressisti                        | 1.871                               | 2,1     |      |
| Alleanza Democratica                 | Progressisti                        | 1.307                               | 1,4     |      |
| Partito Socialista Italiano          | Progressisti                        | 1.165                               | 1,3     |      |
| La Rete                              | Progressisti                        | 749                                 | 0,8     |      |
| ↳ Gesamt                             | Progressisti                        | 38.520                              | 42,7    |      |
|                                      | Polo del Buon Governo               | Forza Italia                        | 17.913  | 19,9 |
| Alleanza Nazionale                   | Polo del Buon Governo               | 17.883                              | 19,8    |      |
| ↳ Gesamt                             | Polo del Buon Governo               | 35.796                              | 39,7    |      |
|                                      | Patto per l’Italia                  | Partito Popolare Italiano           | 5.957   | 6,6  |
| Patto Segni                          | Patto per l’Italia                  | 5.099                               | 5,7     |      |
| ↳ Gesamt                             | Patto per l’Italia                  | 11.056                              | 12,3    |      |
|                                      | Lista Marco Pannella                | Lista Marco Pannella                | 2.629   | 2,9  |
|                                      | Alleanza per i Castelli             | Alleanza per i Castelli             | 1.398   | 1,5  |
|                                      | Socialdemocrazia per le Libertà     | Socialdemocrazia per le Libertà     | 440     | 0,5  |
|                                      | Partito della Legge Naturale        | Partito della Legge Naturale        | 262     | 0,3  |
|                                      | Movimento Europeo Liberal Cristiano | Movimento Europeo Liberal Cristiano | 100     | 0,1  |
| Gesamt                               | Gesamt                              | Gesamt                              | 90.201  | 100  |
|                                      |                                     |                                     |         |      |
| Ungültige Stimmen                    | Ungültige Stimmen                   | Ungültige Stimmen                   | 5.092   | 5,3  |
| Wähler                               | Wähler                              | Wähler                              | 95.293  | 92,1 |
| Wahlberechtigte                      | Wahlberechtigte                     | Wahlberechtigte                     | 103.454 |      |
|                                      |                                     |                                     |         |      |
| Quelle: Innenministerium             |                                     |                                     |         |      |

#### Parlamentswahl 1996

##### Direktstimmen
| Kandidaten               | Kandidaten          | Parteien            | Stimmen | %    |
| ------------------------ | ------------------- | ------------------- | ------- | ---- |
|                          | Gino Settimigewählt | L’Ulivo             | 44.925  | 50,6 |
|                          | Ignazio Abrignani   | Polo per le Libertà | 40.984  | 46,1 |
|                          | Raffaele Di Stefano | Partito Socialista  | 2.950   | 3,3  |
| Gesamt                   | Gesamt              | Gesamt              | 88.859  | 100  |
|                          |                     |                     |         |      |
| Ungültige Stimmen        | Ungültige Stimmen   | Ungültige Stimmen   | 6.534   | 6,8  |
| Wähler                   | Wähler              | Wähler              | 95.393  | 89,8 |
| Wahlberechtigte          | Wahlberechtigte     | Wahlberechtigte     | 106.268 |      |
|                          |                     |                     |         |      |
| Quelle: Innenministerium |                     |                     |         |      |

##### Listenstimmen
| Parteien                                          | Parteien                             | Parteien                             | Stimmen | %    |
| ------------------------------------------------- | ------------------------------------ | ------------------------------------ | ------- | ---- |
|                                                   | Polo per le Libertà                  | Alleanza Nazionale                   | 24.409  | 27,1 |
| Forza Italia                                      | Polo per le Libertà                  | 13.912                               | 15,4    |      |
| CCD – CDU                                         | Polo per le Libertà                  | 3.296                                | 3,7     |      |
| ↳ Gesamt                                          | Polo per le Libertà                  | 41.617                               | 46,1    |      |
|                                                   | L’Ulivo                              | Partito Democratico della Sinistra   | 25.697  | 28,5 |
| Popolari per Prodi (PPI – SVP – PRI – UD – Prodi) | L’Ulivo                              | 4.242                                | 4,7     |      |
| Rinnovamento Italiano                             | L’Ulivo                              | 3.348                                | 3,7     |      |
| Federazione dei Verdi                             | L’Ulivo                              | 1.679                                | 1,9     |      |
| ↳ Gesamt                                          | L’Ulivo                              | 34.966                               | 38,8    |      |
|                                                   | Partito della Rifondazione Comunista | Partito della Rifondazione Comunista | 10.024  | 11,1 |
|                                                   | Lista Pannella – Sgarbi              | Lista Pannella – Sgarbi              | 1.542   | 1,7  |
|                                                   | Partito Socialista                   | Partito Socialista                   | 1.038   | 1,2  |
|                                                   | Fiamma Tricolore                     | Fiamma Tricolore                     | 915     | 1,0  |
|                                                   | Partito Umanista                     | Partito Umanista                     | 88      | 0,1  |
| Gesamt                                            | Gesamt                               | Gesamt                               | 90.190  | 100  |
|                                                   |                                      |                                      |         |      |
| Ungültige Stimmen                                 | Ungültige Stimmen                    | Ungültige Stimmen                    | 5.205   | 5,5  |
| Wähler                                            | Wähler                               | Wähler                               | 95.395  | 89,8 |
| Wahlberechtigte                                   | Wahlberechtigte                      | Wahlberechtigte                      | 106.268 |      |
|                                                   |                                      |                                      |         |      |
| Quelle: Innenministerium                          |                                      |                                      |         |      |

#### Parlamentswahl 2001

##### Direktstimmen
| Kandidaten               | Kandidaten        | Parteien           | Stimmen | %    |
| ------------------------ | ----------------- | ------------------ | ------- | ---- |
|                          | Mario Pepegewählt | Casa delle Libertà | 42.546  | 46,5 |
|                          | Domenico Giraldi  | L’Ulivo            | 42.401  | 46,3 |
|                          | Corrado Lampe     | Lista Di Pietro    | 2.213   | 2,4  |
|                          | Paola Picca       | Lista Emma Bonino  | 2.200   | 2,4  |
|                          | Prospero Peretti  | Democrazia Europea | 2.162   | 2,4  |
| Gesamt                   | Gesamt            | Gesamt             | 91.522  | 100  |
|                          |                   |                    |         |      |
| Ungültige Stimmen        | Ungültige Stimmen | Ungültige Stimmen  | 5.218   | 5,4  |
| Wähler                   | Wähler            | Wähler             | 96.740  | 87,1 |
| Wahlberechtigte          | Wahlberechtigte   | Wahlberechtigte    | 111.041 |      |
|                          |                   |                    |         |      |
| Quelle: Innenministerium |                   |                    |         |      |

##### Listenstimmen
| Parteien                       | Parteien                             | Parteien                               | Stimmen | %    |
| ------------------------------ | ------------------------------------ | -------------------------------------- | ------- | ---- |
|                                | Casa delle Libertà                   | Forza Italia                           | 27.104  | 29,5 |
| Alleanza Nazionale             | Casa delle Libertà                   | 14.524                                 | 15,8    |      |
| CCD – CDU                      | Casa delle Libertà                   | 1.561                                  | 1,7     |      |
| Nuovo PSI                      | Casa delle Libertà                   | 1.071                                  | 1,2     |      |
| Lega Nord                      | Casa delle Libertà                   | 128                                    | 0,1     |      |
| ↳ Gesamt                       | Casa delle Libertà                   | 44.388                                 | 48,3    |      |
|                                | L’Ulivo                              | La Margherita (Dem – PPI – RI – Udeur) | 16.927  | 18,4 |
| Democratici di Sinistra        | L’Ulivo                              | 16.871                                 | 18,4    |      |
| Partito dei Comunisti Italiani | L’Ulivo                              | 1.619                                  | 1,8     |      |
| Il Girasole (FdV – SDI)        | L’Ulivo                              | 1.531                                  | 1,7     |      |
| ↳ Gesamt                       | L’Ulivo                              | 36.948                                 | 40,2    |      |
|                                | Partito della Rifondazione Comunista | Partito della Rifondazione Comunista   | 4.963   | 5,4  |
|                                | Lista Di Pietro                      | Lista Di Pietro                        | 1.995   | 2,2  |
|                                | Lista Emma Bonino                    | Lista Emma Bonino                      | 1.520   | 1,7  |
|                                | Democrazia Europea                   | Democrazia Europea                     | 1.034   | 1,1  |
|                                | Fronte Nazionale                     | Fronte Nazionale                       | 480     | 0,5  |
|                                | Fiamma Tricolore                     | Fiamma Tricolore                       | 466     | 0,5  |
|                                | Paese Nuovo                          | Paese Nuovo                            | 59      | 0,1  |
|                                | Abolizione Scorporo                  | Abolizione Scorporo                    | 31      | 0,0  |
| Gesamt                         | Gesamt                               | Gesamt                                 | 91.884  | 100  |
|                                |                                      |                                        |         |      |
| Ungültige Stimmen              | Ungültige Stimmen                    | Ungültige Stimmen                      | 4.857   | 5,0  |
| Wähler                         | Wähler                               | Wähler                                 | 96.741  | 87,1 |
| Wahlberechtigte                | Wahlberechtigte                      | Wahlberechtigte                        | 111.041 |      |
|                                |                                      |                                        |         |      |
| Quelle: Innenministerium       |                                      |                                        |         |      |

## Von 2017 bis 2020

### Wahlkreisgebiet
Der Wahlkreis umfasste 9 Gemeinden: Albano Laziale, Anzio, Ardea, Ariccia, Genzano di Roma, Lanuvio, Nemi, Nettuno und Velletri.

### Wahlergebnisse

#### Parlamentswahl 2018
| Kandidaten               | Kandidaten               | Stimmen | %    | Listen                                      | Stimmen | %    |
| ------------------------ | ------------------------ | ------- | ---- | ------------------------------------------- | ------- | ---- |
|                          | Marco Silvestronigewählt | 61.086  | 38,2 | Forza Italia                                | 24.437  | 15,3 |
| Lega                     | Marco Silvestronigewählt | 61.086  | 38,2 | 23.531                                      | 14,7    |      |
| Fratelli d’Italia        | Marco Silvestronigewählt | 61.086  | 38,2 | 11.864                                      | 7,4     |      |
| Noi con l’Italia – UDC   | Marco Silvestronigewählt | 61.086  | 38,2 | 1.254                                       | 0,8     |      |
|                          | Bianca Maria Zama        | 58.334  | 36,5 | Movimento 5 Stelle                          | 58.334  | 36,5 |
|                          | Ileana Cathia Piazzoni   | 27.946  | 17,5 | Partito Democratico                         | 24.315  | 15,2 |
| +Europa                  | Ileana Cathia Piazzoni   | 27.946  | 17,5 | 2.816                                       | 1,8     |      |
| Italia Europa Insieme    | Ileana Cathia Piazzoni   | 27.946  | 17,5 | 439                                         | 0,3     |      |
| Civica Popolare          | Ileana Cathia Piazzoni   | 27.946  | 17,5 | 376                                         | 0,2     |      |
|                          | Bruno Romagnoli          | 4.451   | 2,8  | Liberi e Uguali                             | 4.451   | 2,8  |
|                          | Paolo Felci              | 3.344   | 2,1  | CasaPound Italia                            | 3.344   | 2,1  |
|                          | Clarissa Castaldi        | 2.041   | 1,3  | Potere al Popolo!                           | 2.041   | 1,3  |
|                          | Bruno Valentini          | 1.096   | 0,7  | Partito Comunista                           | 1.096   | 0,7  |
|                          | Sabrina Bosu             | 781     | 0,5  | Il Popolo della Famiglia                    | 781     | 0,5  |
|                          | Alessia Battazzi         | 611     | 0,4  | Italia agli Italiani (FT – FN)              | 611     | 0,4  |
|                          | Egle Fraveto             | 102     | 0,1  | Per una Sinistra Rivoluzionaria (SCR – PCL) | 102     | 0,1  |
|                          | Massimo Persia           | 78      | 0,0  | Blocco Nazionale per le Libertà             | 78      | 0,0  |
| Gesamt                   | Gesamt                   | 159.870 | 100  |                                             | 159.870 | 100  |
|                          |                          |         |      |                                             |         |      |
| Ungültige Stimmen        | Ungültige Stimmen        | 4.252   | 2,6  |                                             |         |      |
| Wähler                   | Wähler                   | 164.122 | 70,9 |                                             |         |      |
| Wahlberechtigte          | Wahlberechtigte          | 231.538 |      |                                             |         |      |
|                          |                          |         |      |                                             |         |      |
| Quelle: Innenministerium |                          |         |      |                                             |         |      |

## Seit 2020

### Wahlkreisgebiet
| Wahlkreise – Camera dei deputati – Latium | Wahlkreise – Camera dei deputati – Latium | Wahlkreise – Camera dei deputati – Latium |
| Provinz                                   | Provinz                                   | Gemeinden nach Provinzen ⮞ Wahlkreis |
| ----------------------------------------- | ----------------------------------------- | --- |
|                                           | Metropolitanstadt Rom (121 Gemeinden)     | ↳ Latium 1: Teil Roms ⮞ Wahlkreis Rom – Municipio I Teil Roms ⮞ Wahlkreis Rom – Municipio III Teil Roms ⮞ Wahlkreis Rom – Municipio V 1 + Teil Roms ⮞ Wahlkreis Rom – Municipio VII 1 + Teil Roms ⮞ Wahlkreis Rom – Municipio X 1 + Teil Roms ⮞ Wahlkreis Rom – Municipio XI Teil Roms ⮞ Wahlkreis Rom – Municipio XIV 63 ⮞ Wahlkreis Guidonia Montecelio 18 ⮞ Wahlkreis Velletri ↳ Latium 2: 30 ⮞ Wahlkreis Rieti 6 ⮞ Wahlkreis Viterbo |
|                                           | Provinz Frosinone (91 Gemeinden)          | 60 ⮞ Wahlkreis Frosinone 31 ⮞ Wahlkreis Terracina |
|                                           | Provinz Latina (33 Gemeinden)             | 17 ⮞ Wahlkreis Latina 16 ⮞ Wahlkreis Terracina |
|                                           | Provinz Rieti (73 Gemeinden)              | alle ⮞ Wahlkreis Rieti |
|                                           | Provinz Viterbo (60 Gemeinden)            | 48 ⮞ Wahlkreis Viterbo 12 ⮞ Wahlkreis Rieti |

Der Wahlkreis umfasst 18 Gemeinden der Metropolitanstadt Rom: Albano Laziale, Anzio, Ardea, Ariccia, Castel Gandolfo, Frascati, Genzano di Roma, Grottaferrata, Lanuvio, Lariano, Marino, Monte Compatri, Monte Porzio Catone, Nemi, Nettuno, Rocca di Papa, Rocca Priora und Velletri.

### Wahlergebnisse

#### Parlamentswahl 2022
| Kandidaten                          | Kandidaten            | Stimmen | %    | Listen                                                  | Stimmen | %    |
| ----------------------------------- | --------------------- | ------- | ---- | ------------------------------------------------------- | ------- | ---- |
|                                     | Antonio Tajanigewählt | 106.168 | 48,9 | Fratelli d’Italia                                       | 74.177  | 34,2 |
| Forza Italia                        | Antonio Tajanigewählt | 106.168 | 48,9 | 16.366                                                  | 7,5     |      |
| Lega per Salvini Premier            | Antonio Tajanigewählt | 106.168 | 48,9 | 14.513                                                  | 6,7     |      |
| Noi Moderati                        | Antonio Tajanigewählt | 106.168 | 48,9 | 1.112                                                   | 0,5     |      |
|                                     | Rosalba Giannino      | 49.926  | 23,0 | Partito Democratico – Italia Democratica e Progressista | 35.896  | 16,5 |
| Alleanza Verdi e Sinistra           | Rosalba Giannino      | 49.926  | 23,0 | 7.549                                                   | 3,5     |      |
| +Europa                             | Rosalba Giannino      | 49.926  | 23,0 | 5.342                                                   | 2,5     |      |
| Impegno Civico – Centro Democratico | Rosalba Giannino      | 49.926  | 23,0 | 1.139                                                   | 0,5     |      |
|                                     | Sante Narcisi         | 34.636  | 16,0 | Movimento 5 Stelle                                      | 34.636  | 16,0 |
|                                     | Roberto Mastrosanti   | 14.279  | 6,6  | Azione – Italia Viva                                    | 14.279  | 6,6  |
|                                     | Valerio Scalia        | 4.395   | 2,0  | Italexit per l’Italia                                   | 4.395   | 2,0  |
|                                     | Elena Mazzoni         | 3.126   | 1,4  | Unione Popolare                                         | 3.126   | 1,4  |
|                                     | Paolo Indelicato      | 2.794   | 1,3  | Italia Sovrana e Popolare                               | 2.794   | 1,3  |
|                                     | Antonella Ercoli      | 1.351   | 0,6  | Vita                                                    | 1.351   | 0,6  |
|                                     | Gianluca Di Benedetto | 276     | 0,1  | Partito della Follia Creativa                           | 276     | 0,1  |
| Gesamt                              | Gesamt                | 216.951 | 100  |                                                         | 216.951 | 100  |
|                                     |                       |         |      |                                                         |         |      |
| Ungültige Stimmen                   | Ungültige Stimmen     | 6.595   | 3,0  |                                                         |         |      |
| Wähler                              | Wähler                | 223.546 | 62,5 |                                                         |         |      |
| Wahlberechtigte                     | Wahlberechtigte       | 357.535 |      |                                                         |         |      |
|                                     |                       |         |      |                                                         |         |      |
| Quelle: Innenministerium            |                       |         |      |                                                         |         |      |